# Фібі Дайневор
Фібі Гаррієт Дайневор (англ. Phoebe Harriet Dynevor, нар. 17 квітня 1995) — англійська акторка. Свою кар'єру вона розпочала ще в дитинстві, знявшись у шкільній драмі BBC One Ватерлоо-роуд (2009—2010). Відома своєю головною роллю у Бріджертонах (2020) — історичній драмі Netflix.

## Раннє життя
Фібі Дайневор народилася 17 квітня 1995 року в Траффорді, Великий Манчестер, у родині сценариста Тіма Дайневора й акторки Саллі Дайневор, яка широко відома за роллю Саллі Вебстер у Вулиці коронації. Бабуся й дідусь Фібі по батькові також працювали у телевізійній галузі. У неї є молодший брат Самуель і молодша сестра Гаррієт. Дайневор відвідувала дитячу школу Oakfield в Альтрінчамі, а потім школу Cheadle Hulme у Стокпорті.
Популярність здобула завдяки ролі Дафни Бріджертон у телесеріалі «Бріджертони» (2020), яка принесла їй номінацію на нагороду Американської Гільдії кіноакторів в категорії «Найкращий акторський ансамбль у драматичному серіалі».

## Фільмографія

### Фільми
| Рік  |   | Українська назва  | Оригінальна назва | Роль         |
| ---- | - | ----------------- | ----------------- | ------------ |
| 2021 | ф | Кольорова кімната | The Colour Room   | Кларіс Кліфф |
| 2023 | ф | Банк Дейва        | Bank of Dave      | Александра   |
| 2023 | ф | Чиста гра         | Fair Play         | Емілі        |
| 2025 | ф | Спадок            | Inheritance       | Майя         |
| 2026 | ф | Тремтіння         | Shiver            |              |
| 2026 | ф | Залишайся         | Remain            | Врен         |

### Телебачення
| Рік       |   | Українська назва | Оригінальна назва | Роль                        |
| --------- | - | ---------------- | ----------------- | --------------------------- |
| 2009—2010 | с | Ватерлоо-Роуд    | Waterloo Road     | Шивон Мейлі (20 епізодів)   |
| 2011      | с | Монро            | Waterloo Road     | Фібі Кормак (S1-E4)         |
| 2012—2013 | с | Дружини в’язнів  | Prisoners' Wives  | Лорен (10 епізодів)         |
| 2014      | с | Містечко         | Prisoners' Wives  | Фібі Рандл (6 епізодів)     |
| 2015      | с | Мушкетери        | Waterloo Road     | Камілла (S2-E8)             |
| 2015—2016 | с | Епоха Дікенса    | Dickensian        | Марта Кратчіт (11 епізодів) |
| 2017—2018 | с | Великий куш      | Snatch            | Лотті Мотт (20 епізодів)    |
| 2017—2021 | с | Юна              | Younger           | Клер (17 епізодів)          |
| 2020—2022 | с | Бріджертони      | Bridgerton        | Дафні Бріджертон (2 сезони) |

## Особисте життя
Дайневор є послом ActionAid UK, організації, яка підвищує обізнаність жінок і дівчат, які живуть у бідності по всьому світу. Вона практикує трансцендентальну медитацію щодня.
На початку 2023 року було підтверджено, що Дайневор перебуває у стосунках з американським актором-продюсером Кемероном Фуллером, сином продюсера Бреда Фуллера. Вони оголосили про свої заручини у травні 2024 року.